# کانیسترو
کانیسترو (به ایتالیایی: Canistro) یک کومونه در ایتالیا است که در استان لاکویلا واقع شده‌است.

## خصوصیات
کانیسترو ۱۵٫۷۸ کیلومترمربع مساحت و ۱٬۰۰۲ نفر جمعیت دارد و ۵۵۴ متر بالاتر از سطح دریا واقع شده‌است.

## خواهرخوانده
شهر Budapest XVI. District خواهرخواندهٔ کانیسترو هست.